# Marie Lajus
Pour les articles homonymes, voir Lajus.
Marie Lajus, née le 17 mai 1971 à Talence (Gironde), est une haut fonctionnaire française.
Normalienne, elle est commissaire de police puis préfète et conseillère maître à la Cour des comptes.
Son éviction de ses fonctions de préfète d'Indre-et-Loire le 7 décembre 2022 est très médiatisée — un article du Canard enchainé et une tribune dans Le Monde signée par 50 personnalités l'expliquant pour son opposition à un projet d'incubateur de sociétés high-tech dans le parc du château classé de La Vallière à Reugny — mais par la suite d'autres articles de presse expliquent cette éviction par ses mauvaises relations avec les élus locaux.

## Biographie

### Jeunesse, formation
Marie Lajus grandit dans une famille bordelaise. Sa mère est médiatrice familiale et son père, Pierre Lajus, architecte. Elle passe ses vacances dans les Pyrénées, qu'elle fréquente « assidûment durant son enfance, du côté de la Bigorre ».
Après des études en khâgne B/L au lycée Henri-IV à Paris, elle est reçue en 1992 à l'École normale supérieure de la rue d'Ulm. Elle étudie l'économie, l'histoire et les sciences sociales, passe une année à l'université de Californie à Berkeley. Elle est diplômée de Sciences Po Paris en 1997. Pendant ses études, elle donne des cours de français dans les prisons et dans les foyers de travailleurs migrants.
C'est à l'occasion de recherches de terrain pour son mémoire de master de sociologie qu'elle découvre la réalité du métier de policier. Reçue major au concours d'entrée de l'École nationale supérieure de la Police en 1997, elle en sort aussi major,.

### Carrière administrative

#### Sécurité publique
Nommée commissaire de police le 1er août 1999, elle choisit d'être affectée à la sécurité publique en région parisienne : son premier poste fait d'elle la commissaire centrale adjointe de Vitry-sur-Seine. De 2000 à 2002, elle est commissaire adjointe du chef de sûreté départementale du Val-de-Marne, chargée des affaires de trafic de stupéfiants, violences urbaines, et abus sexuel sur mineurs, puis de 2002 à 2005, cheffe de la section opérationnelle de la brigade de protection des mineurs de Paris.
En 2005, elle part pour les États-Unis étudier à l'Académie du FBI à Quantico en Virginie, dont elle sort diplômée.
À son retour, elle est affectée à la préfecture de police de Paris en qualité de responsable de la communication. Puis elle passe à la mairie de Paris, dont elle est directrice de la Prévention et de la Protection de 2009 à 2012 (actuelle Direction de la police municipale et de la prévention) alors que Bertrand Delanoé est maire.
C'est l'époque où elle corédige, avec le député socialiste Jean-Jacques Urvoas, pour la fondation Terra Nova un rapport intitulé Changer de politique de sécurité. Un blog hébergé par Le Monde la qualifie à cette occasion de « tête pensante de la gauche en matière de sécurité ».

#### Corps préfectoral
Manuel Valls, alors ministre de l'Intérieur et cherchant des profils atypiques, la nomme préfète à l'égalité des chances à Marseille en 2012,. Elle intègre définitivement le corps préfectoral en janvier 2015. Durant l'été 2015, elle devient préfète de l'Ariège,, puis de la Charente en 2018 et de l'Indre-et-Loire en 2020. En tant que préfète, elle s'implique notamment dans l'accompagnement de projets à caractère social.
Cour des Comptes
Au Conseil des ministres du 26 juillet 2023, elle est nommée conseillère maître à la Cour des comptes (hors tour), à compter du 1er septembre 2023.

##### Médiatisation de son éviction de poste de préfète
Elle est démise de ses fonctions de préfète d'Indre-et-Loire lors du conseil des ministres du 7 décembre 2022. Un article du Canard enchaîné, repris par plusieurs publications dont la Charente libre, La Dépêche du Midi, et une tribune dans Le Monde signée par une cinquantaine de personnalités expliquent son remplacement pour son opposition à un projet d'implantation d'un incubateur de start-up deep tech et de chercheurs dans une zone boisée, actuellement inconstructible, du parc du château de La Vallière dans le village de Reugny,.
Un article du Monde remet en cause la raison de son éviction, expliquant que le dossier de l'incubateur n'en était qu'à ses débuts, qu'un simple veto des bâtiments de France suffisait à écarter le projet près du château et que les conflits sur l'urbanisme entre élus et préfets sont habituels. Il évoque une certaine raideur de la préfète vis-à-vis des élus à laquelle on aurait demandé d'arrondir les angles. Elle se serait ainsi confrontée à des élus à propos des gens du voyage et aurait entretenu des « rapports houleux » avec ceux de Tours Métropole Val de Loire. Elle envoyait aussi systématiquement devant le tribunal administratif les maires ne respectant pas la réglementation sur le temps de travail dans la fonction publique. L'article mentionne également que quelques grands élus de droite avaient pris ombrage de son manque d'égards. En septembre 2022, l'association des maires ruraux de France a considéré souffrir d'un manque d'écoute des services de la préfecture pour ne pas avoir été reçue « depuis quinze mois »,. Le Parisien mentionne également une attitude trop favorable à Emmanuel Denis, maire écologiste de Tours, que la préfète n'aurait pas donné suite à une invitation importante de la communauté juive (durant la période de Covid en 2021, où les rassemblements n'étaient pas recommandés) et n'aurait pas condamné une agression de pompiers par des manifestants le 21 octobre 2022. Ces allégations sont toutefois contredites par les faits : l'agression des pompiers a bien été condamnée par la préfète par un tweet authentifié, et le président d'honneur de la communauté juive de Tours a démenti les allégations du journaliste d'Europe 1 indiquant « avoir toujours entretenu de très bonnes relations avec Mme Lajus, qui a toujours répondu présente à nos sollicitations ». Europe 1 mentionne de son côté que la préfète aurait défendu des intérêts locaux contre ceux du ministère des Armées lors de la préparation du transfert de la base aérienne 705 Tours.
Le 1er janvier 2023, le ministre de l’intérieur, Gérald Darmanin, dément le lien entre l'éviction de la préfète et son opposition à un projet immobilier et déclare - sans nommer la préfète - « un représentant de l’État doit être inattaquable et respectable ». Le Canard enchaîné du 4 janvier note que « l'accusation est grave et mérite d'être étayée par des faits, sinon, au regard du droit, le propos ministériel relève de la diffamation ».

#### Distinctions et responsabilités diverses
Elle est nommée membre du conseil d'administration de l'Agence nationale de la cohésion des territoires le 10 décembre 2019, puis à l'Office français de la biodiversité le 31 janvier 2020.

### Engagements
Durant ses études, elle consacre son temps libre à donner des cours aux prisonniers et aux travailleurs migrants. Elle indique avoir embrassé la profession de policier dans le but d'être utile. C'est notamment pour cela qu'elle choisit d'être affectée à des quartiers et à des missions sensibles. Après la manifestation du premier mai 2002, elle est photographiée à la une de Libération.

### Famille
Marie Lajus est la mère de Manès Nadel, président du syndicat lycéen Union syndicale lycéenne, présent dans les médias notamment depuis le mouvement social contre la réforme des retraites en 2023.